# Schlacht um Kundus
Die Schlacht um Kundus war eine Schlacht zwischen den Taliban und den afghanischen Streitkräften um die Stadt Kundus. Am 28. September 2015 überrannten die Aufständischen plötzlich die Stadt, dabei zogen sich die Regierungstruppen zurück. Das war das erste Mal seit 2001, dass die Taliban die Kontrolle über eine Großstadt in Afghanistan übernommen hatten. Die afghanische Regierung behauptete, Kundus bis zum 1. Oktober 2015 bei einem Gegenangriff weitgehend zurückerobert zu haben, obwohl lokale Quellen in der Stadt die Behauptung widerlegten.

## Kämpfe in den Außenbezirken von Kundus

Die Karte zeigt die Offensive der Taliban

Die Taliban starteten am 24. April 2015 die ersten Angriffe auf die Provinz Kundus und umzingelten bis zum 28. April die Hauptstadt und ein Bataillon von 400 Soldaten der ANA in Imam Sahib. Ein Tag davor begannen die Afghanen damit, dass eingeschlossene Bataillon zu befreien und töteten dabei 27 Taliban. In Talawka mussten lokale Polizeieinheiten den Rückzug antreten. Andernorts gelang es den Taliban, 26 Polizisten gefangen zu nehmen und zwei davon zu töten. Als Reaktion auf die Angriffe entsandte die afghanische Regierung mehrere tausend Soldaten in die Region und Präsident Mohammad Ashraf Ghani berief ein Notfalltreffen mit Militärbeamten ein.
Es kam bis zum 7. Mai 2015 zu einem Patt ohne Geländegewinn. Ab diesem Zeitpunkt wurden die Kämpfe wieder aktiver und die afghanischen Sicherheitskräfte entdeckten unter den Toten auch ausländische Kämpfer, wie Tschetschenen und Türken. Es wurde berichtet, dass Menschen, die loyal zum Islamischen Staat seien, erstmals mit den Taliban kämpften. Ende Mai nährten sich die Taliban bis auf zwei Kilometer der Stadt, wobei die Alliierten in Gor Tepa, 15 Kilometer von Kundus entfernt, die Taliban zurückdrängen konnten. Kampfjets der Vereinigten Staaten wurden unter der Autorität der Resolute Support Mission eingesetzt, obwohl sie nicht auf die Taliban feuerten.
Bis Ende Mai waren etwa 3.000 afghanische Truppen in der Region eingetroffen. Der Aufschwung der Regierungstruppen zwang die Taliban dazu, sich 15 Kilometer von der Stadt zu entfernen.
Eine Gegenoffensive der Taliban im Juni brachte aufständische Kämpfer in den Distrikt Char Darah, einige Kilometer von Kundus entfernt. Am 21. Juni sagte ein Sprecher der Islamisten, er habe die vollständige Kontrolle über den Distrikt übernommen und örtliche Polizisten überfallen. Ein Sprecher der Polizei des Bezirks Kundus bestritt die Behauptung und sagte, dass die Aufständischen nur etwa die Hälfte des Gebietes kontrollierten und keine Polizisten gefangen genommen hätten. Während des gesamten Monats Juli machten die Taliban weitere Gewinne und eroberten Städte außerhalb von Kundus und im Distrikt Chanabad. Nach Angaben eines Kommandanten einer mit der Regierung verbündeten lokalen Miliz waren etwa 2.000 lokale Milizionäre und Regierungstruppen zum Rückzug gezwungen worden, da die afghanische Regierung keine Verstärkungen und Vorräte versandt hatte.

## Verlauf

### Einnahme
Am Morgen des 28. September verdrängte ein schneller Vormarsch der Taliban aus drei Richtungen die Regierungstruppen in der Stadt Kundus zurück. Nach mehreren Stunden zogen sich die Afghanen auf den Flughafen zurück und überließen den Aufständischen die vollständige Kontrolle über die Stadt. Laut einem Sicherheitsbeamten der Regierung waren die Taliban zahlenmäßig mit 500 Kämpfern den 7.000 afghanischen Sicherheitskräften weit unterlegen. Die Militanten zündeten eine Polizeistation an. Unbekannte plünderten Juweliergeschäfte, eine Meldung, die sich später als Propaganda erwies. Die Taliban eroberten das Gefängnis und hunderte Gefangene konnten aus ihren Zellen fliehen.
Am 29. September begannen afghanische Streitkräfte einen Gegenangriff vom Flughafen in Richtung Stadt, unterstützt wurden sie von amerikanischen Luftangriffen und Mitarbeitern der US Army Special Forces, von denen viele an diesem Morgen eingesetzt worden waren. Am Ende des Tages hatten die Soldaten keine Erfolge erzielt, stattdessen wurden sie von den Taliban zurück zum Flughafen gedrängt und umzingelt. Die Regierung entsandte auch zusätzliche Truppen, obwohl Verstärkungen, die auf der Straße unterwegs waren, durch Hinterhalte der Taliban verzögert wurden.
Am 30. September wurde behauptet, dass sich Anti-Taliban-Milizen der Schlacht angeschlossen haben.

### Gegenoffensive
Am 30. September versuchten 200 afghanische Soldaten der Spezialeinheit Kundus einzunehmen. Das afghanische Verteidigungsministerium gab an, 150 Taliban getötet zu haben. Gleichzeitig nahmen andere Einheiten Imam Sahib ohne große Kämpfe wieder ein. Es gab Berichte, dass der Special Boat Service von Kabul nach Kundus eingeflogen wurde. Zunächst sollen sie nur beratend tätig gewesen sein, haben dann aber auch selbst in das Geschehen eingegriffen. Daneben wurden auch britische Joint Terminal Attack Controllers eingeflogen, um die Luftangriffe zu koordinieren.
Am 4. Oktober behaupteten Taliban-Kämpfer, die Mehrheit von Kundus zurückerobert zu haben. Diese Angaben wurde von General John F. Campbell im Senate Armed Services Committee am 6. Oktober bestätigt. Einen Tag später starteten afghanische Truppen eine Gegenoffensive, die die Taliban aus weiteren Teilen der Stadt zurückdrängte. Zum ersten Mal seit Beginn der Schlacht wurde die Nationalflagge über der Residenz des Gouverneurs gehisst.
Am 6. Oktober verstärkten die Taliban ihre Angriffe und eroberten offenbar Teile von Kundus zurück, darunter den zentralen Chowk-Platz und den nördlichen Teil der Stadt.
Die Aufständischen zogen sich am 13. Oktober nach mehreren Tagen heftiger Kämpfe zurück. Laut einer auf einer Taliban-assoziierten Website veröffentlichten Erklärung war der Rückzug auf die Aussicht auf zusätzliche Opfer und Munitionsausgaben bei fortgesetzten Kämpfen zurückzuführen.

### Luftangriff auf das Krankenhaus von Ärzte ohne Grenzen
Am 4. Oktober 2015 meldete Ärzte ohne Grenzen, dass ihr Krankenhaus einen Tag zuvor von US-Luftschlägen angegriffen worden war. Ein Flugzeug vom Typ AC-130 traf das Krankenhaus und tötete mindestens 42 Menschen. Die Hilfsorganisation sagte, dass das Traumazentrum „während anhaltender Bombenangriffe mehrmals getroffen und sehr schwer beschädigt wurde“, während sich 105 Patienten und 80 Mitarbeiter im Inneren befanden. Ärzte ohne Grenzen erklärte, sie habe die US-amerikanischen und afghanischen Behörden vorzeitig über den Standort des Krankenhauses informiert.